# NESYS
NESYS (Net Entry System). est un réseau virtuel sur Internet créé en 2004 par Taito pour transférer des données concernant ses jeux et ses bornes d'arcade,,.

## Description
NESYS est un réseau sur Internet sur lequel se connecte le système d'arcade Taito Type X et qui permet aux joueurs de sauvegarder les données de parties, les high score et les données concernant les parties effectuées en ligne, sur des cartes à puce appelées IC Card NESYS.